# Сакко І Ванцетті
Са́кко і Ванце́тті — село Соледарської міської громади Бахмутського району Донецької області України.

## Населення
Перепис 1989 року в Українській РСР Радянського Союзу зафіксував у Сакко і Ванцетті 19 осіб, 12 чоловіків і 7 жінок. Населення зменшилося до часу першого незалежного українського перепису населення 2001 року, який зафіксував у селі 3 мешканців.

## Історія
У 2023 році під час кривавих боїв було повністю знищене.[джерело?]
1 лютого 2023 року Євген Пригожин заявив, що цього дня ПВК Вагнера захопила село, і опублікував знімок напівзруйнованого будинку, який назвав єдиним уцілілим.

## Назва
Село назване на честь анархістів Сакко і Ванцетті, які були засуджені в США за терористичну діяльність. Їх засудження у справі про вбивство касира і двох охоронців взуттєвої фабрики в місті Саут-Брейнтрі, а також страта, набули широкого розголосу в 1920-ті роки. Імена засуджених використовувались радянською пропагандою для роздмухування антиамериканської істерії, водночас каральні структури виловлювали та засуджували десятки підпільних анархістів у самому СРСР.

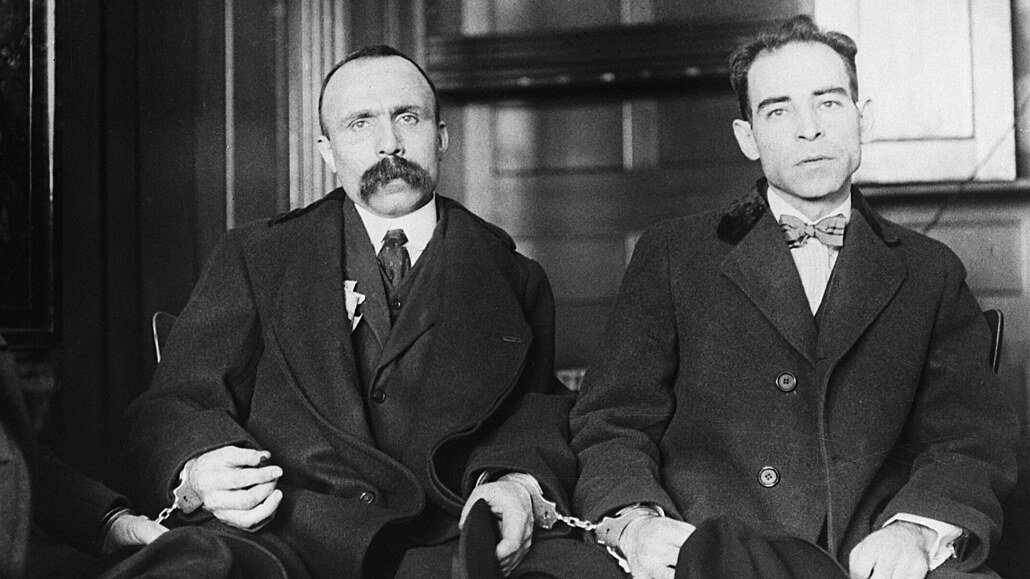
Бартоломео Ванцетті й Нікола Сакко